# Scheda di dimissione ospedaliera
La scheda di dimissione ospedaliera (SDO) è uno strumento informativo per la raccolta dei dati relativi al singolo paziente dimesso da un istituto di ricovero sia per acuti che di riabilitazione; costituisce la sintesi delle informazioni contenute nella cartella clinica, di cui è parte integrante. I campi che devono essere obbligatoriamente contenuti nella SDO sono: età, sesso, stato alla dimissione e diagnosi principale (espressa in codice ICD9-CM9).
La SDO si compone fondamentalmente di due sezioni: la prima, o sezione anagrafica, consta di 12 item riferiti ad informazioni del soggetto ricoverato (es. denominazione dell'ospedale di ricovero, numero della scheda, età, sesso, data e comune di nascita, cittadinanza etc.). La parte seconda, o sezione sanitaria, contiene informazioni prettamente legate allo stato di salute del soggetto ricoverato e che siano funzionali e desunte da quel singolo episodio di ricovero. In questa sezione gli item sono 21 (di cui 2 in comune con la prima sezione - denominazione dell'ospedale di ricovero, numero della scheda) riguardanti l'evento ricovero in sé (es. diagnosi principale, diagnosi secondaria, intervento/procedura principale, intervento/procedura secondarie, data di ammissione, data di dimissione, reparto di ricovero, etc.). In totale gli items presenti sulla SDO sono 31. Le Regioni possono integrare queste informazioni con ulteriori a seconda di specifiche necessità, fermo restando il set minimo di dati richiesto. La normativa italiana sulla SDO fa riferimento al decreto ministeriale 380/2000.